# Bubonska kuga
Bubonska kuga je naziv za najčešći i najpoznatiji oblik kuge, zarazne bolesti koju izaziva bakterija Yersinia pestis. Izraz bubonska dolazi od riječi bubon za otečenu žlijezdu, a odnosi se na njen najpoznatiji simptom - otečene limfne žlijezde pod pazuhom. Često se koristi i kao sinonim za kugu, iako postoje još dva oblika iste bolesti - plućna kuga i kužna sepsa. Ako se ne liječi, izaziva smrt dvije trećine svih pacijenata u roku od 2-6 dana od izbijanja simptoma. Uzročnik bubonske kuge se smatra odgovornim za epidemiju Crne smrti koja je u 14. stoljeću izazvala smrt 30-60 % svih stanovnika Europe.